# 杜布拉杰普尔
杜布拉杰普尔（Dubrajpur），是印度西孟加拉邦比尔宾县的一个城镇。总人口32752（2001年）。

## 人口
该地2001年总人口32752人，其中男性16923人，女性15829人；0—6岁人口4652人，其中男2430人，女2222人；识字率56.14%，其中男性为65.17%，女性为46.49%。